# 伊莉莎白·亨麗埃特 (黑森-卡塞爾)
伊莉莎白·亨麗埃特（德語：Elisabeth Henriette，1661年11月18日—1683年7月7日）是黑森-卡塞爾伯爵威廉六世的女兒，母親是布蘭登堡的海德薇希·索菲。

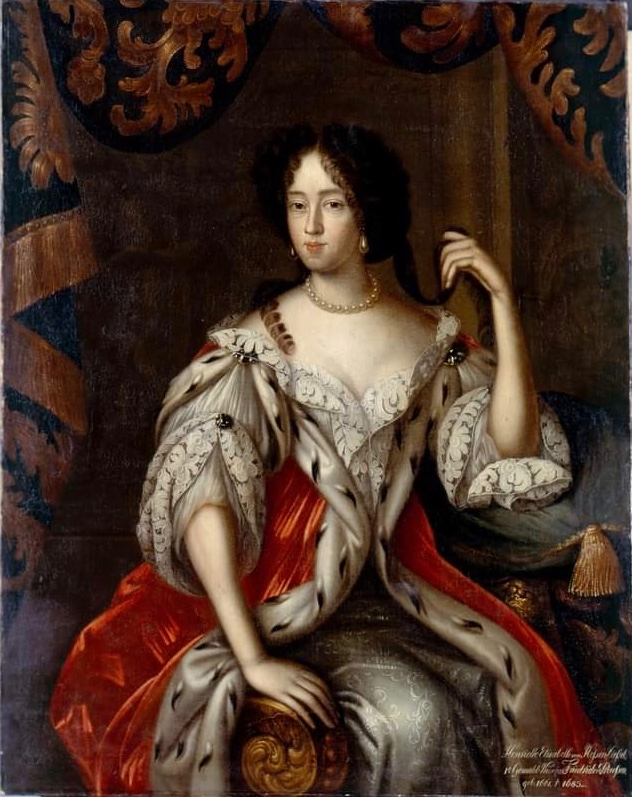
伊莉莎白·亨麗埃特

1679年，伊莉莎白·亨麗埃特與自己的表哥、布蘭登堡的腓特烈（日後的普魯士國王腓特烈一世）結婚，兩人的獨女路易絲·多蘿西亞於1680年出生。